# Hanksville
Hanksville – miasto w Stanach Zjednoczonych, w stanie Utah, w hrabstwie Wayne.